# Burzovní aliance
Burzovní aliance je uskupení několika burz dohromady. Může se jednat o aliance regionální (např. ve Španělsku) nebo o aliance mezinárodní (NOREX, EURONEXT). Smyslem těchto aliancí je získání konkurenční výhody pomocí zvýšení likvidity, snížení nákladů a ulehčení orientace na trzích jednotnou klasifikací.

## Eurex
Eurex je burzovní uskupení založené roku 1998. Jedná se o první uskupení burz, které přesahovalo hranice země.

## Norex
Norex je uskupení burz severoevropských států (Nordic Exchanges). Vznikl sloučením pobaltských burz roku 1998. Nynějšími členy jsou Švédsko, Dánsko, Norsko, Finsko, Litva, Lotyšsko, Estonsko a Island.

## OMX
OMX je opět uskupení burz severských států, tentokrát však kromě Švédska. Členy jsou tedy Dánsko, Norsko, Finsko, Litva, Lotyšsko, Estonsko a Island. Aliance se propojila s trhem NASDAQ. Severské státy jsou propojeny centrální objednávkovou knihou – burzovní systém se jmenuje SAXESS. Vypořádání je průběžné a zatím neexistuje jednotné clearingové centrum, což značně ztěžuje tento proces. Předmětem obchodování je cca 900 společností – obchodují se tedy hlavně akcie a dluhopisy, ale i finanční deriváty. Vzhledem k množstvím obchodů se jedná o nerovnoprávné uskupení – deriváty se nejvíce obchodují v Helsinkách, zatímco největší objem obchodů celkově má Stockholm.
Pokud je obchodník členem jedné burzy, stává se i členem dalších burz – tzv. křížové členství.

### Indexy
Pro evaluaci burzy se používají indexy Norexu a jednotlivé národní indexy (např. KFX, OBX, SBX, NORDIC 40).

## NYSE Euronext
Jedná se o první globální burzovní alianci. New York Stock Exchange se sloučila s aliancí Euronext roce 2007.